# Погоня за быком

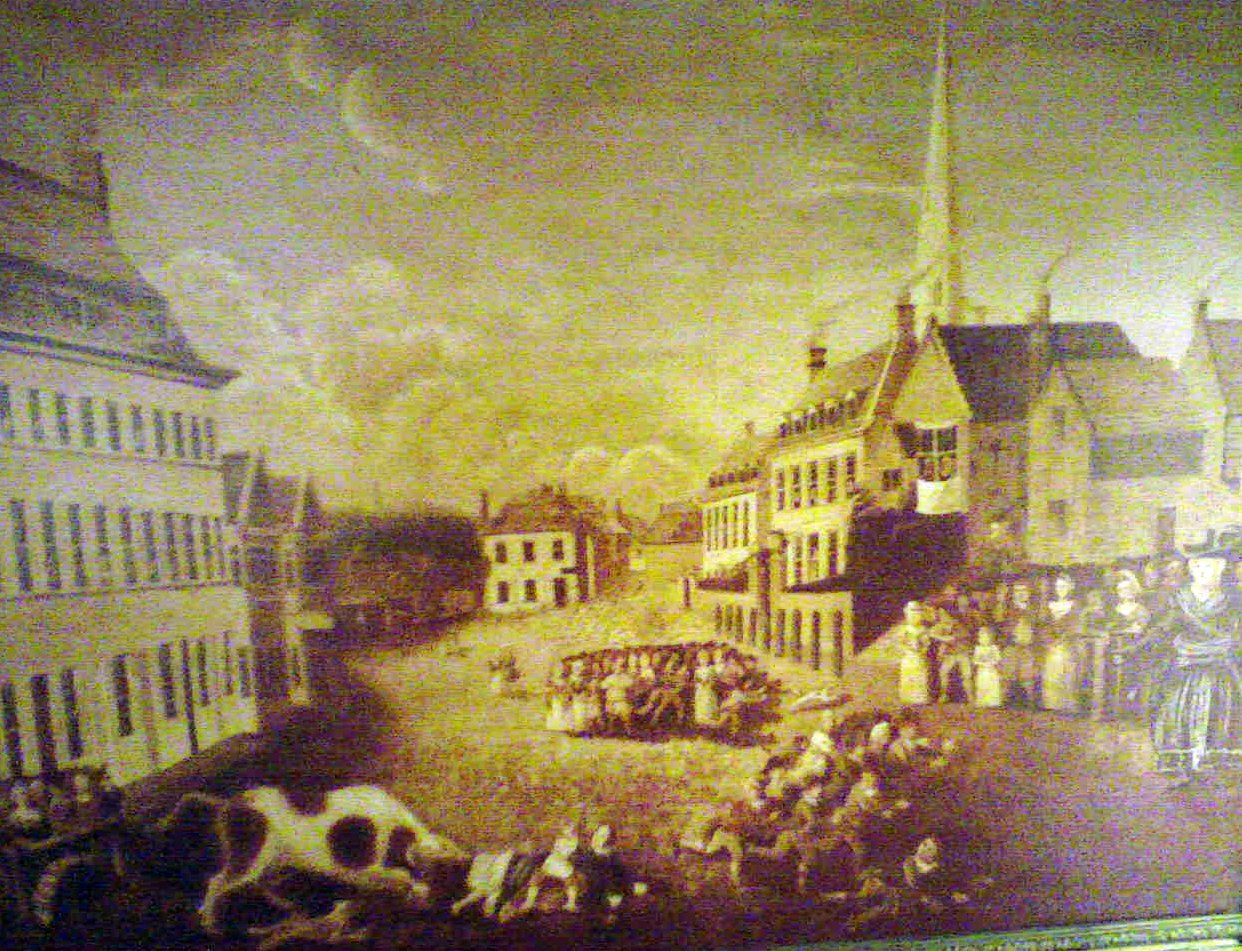
«Погоня за быком» в Стамфорде

«Пого́ня за быко́м» (англ. Bull running, Bull-running) — английский национальный обычай, заключавшийся в коллективном преследовании быка по улицам города, заканчивавшийся его забоем. Проводился в нескольких местах страны в разное время года и мог сопровождаться травлей быка. Наиболее известный обычай имел место в городке Стамфорд (графство Линкольншир), где в последний раз погоня за быком проводилась в 1839 году.

## Обычай
Происхождение обычая неизвестно, а дата его проведения варьировалась по всей стране. В Стамфорде забег быков проходил в День святого Мартина (11—13 ноября), в Татбери (графство Стаффордшир) — на праздник Вознесения Богородицы (15 августа), в Эксбридже (регион Западный Мидленд) — в День Гая Фокса (5 ноября). Участники праздника могли называться буллардами (bullards), как в «Песне буллардов» (Bullards` Song), связанной со стамфордским бегом за быком (Stamford bull run). Действа в честь святого Мартина ранее на Британских островах и в континентальной Европе были важным календарным праздником, видимо, восходящим к языческим корням и связанных со скотоводством. Известно, что Святой Мартин почитался в народе в качестве покровителя скота. В Шотландии существовал обычай, известный как «время бойни» (time of slaughter), когда забивали рогатый скот, свиней на зиму. Этот период длился 44 дня, начиная с праздника Святого Мартина и до Рождества. В это время проводились различные обряды, вечеринки. В некоторых местах шотландского Лоуланда до недавнего времени бытовал обычай 11 ноября резать быка для засолки на зиму. Этнографы рассматривают погоню за быком как пережитки языческих верований в форме приношения в жертву быка богам, которые дошли в изменённой форме до позднего средневековья.

Наиболее известная традиция бега за быком проходила в Стамфорде. Самое ранее письменное упоминание этого обычая датируется 1389 годом, согласно которому члены Стамфордской гильдии святого Мартина (Gild of St. Martin) 11 ноября организовывали преследование быка, после чего его забивали, а мясо продавали. Стамфордское местное предание связывало возникновение «погони за быком» с ещё более ранним временем и вело его от  Уильяма де Варенна, 5-го графа Суррея (1166—1240). По легенде, мясники увидели на поле двух дерущихся быков и попытались их разнять. При этом они согнали быков на большую дорогу, а собаки, бывшие при них, начали громко лаять и быки стремглав помчались по дороге в город, изрядно перепугав горожан. В это время граф Уоррен прогуливался верхом и, увидев опасность, бросился за быками. Ему удалось загнать их в загон, но само приключение доставило ему такое удовольствие, что граф повелел в память о нём передать в дар городу луг, на котором начались события, при условии что каждый год в День святого Мартина горожане будут загонять одного быка. Задача преследователей состояла в том, чтобы прогнать быка через весь город, загнать его на мост, окружить его и сбросить в реку. Если им удавалось сделать это до полудня, то в награду они получали ещё одного быка. Для того, чтобы животное приходило в должную ярость, его предварительно мучили и истязали всевозможными способами. До XIX века в Стамфорде 11—13 ноября мясники в складчину покупали быка, чтобы любой горожанин с помощью дубинки, палки мог участвовать в преследовании животного. Начиная с конца XVIII века властями предпринимались попытки запретить жестокую и опасную забаву, но местные жители сопротивлялись введению запрета. Однако в 1839 году, когда «погоня за быком» была проведена в последний раз, традиция была окончательно запрещена. 

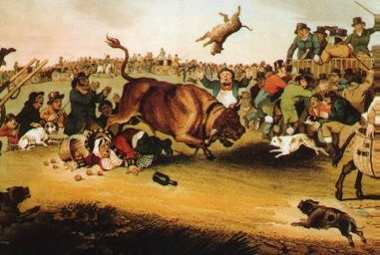
Травля быка на гравюре Чарльза Тауна, 1821

На Британских островах была также распространена травля быка (bull-baiting — буль-бейтинг) с участием собак. Схожие обычаи имели место и в других странах: испанское энсьерро (encierro, от encerrar — запирать), заключающееся в убегании от специально выпущенных из загона быков, коров или телят. В Латинской Америке существует погоня за быком (coleo del toros), в форме преследования животного на конях с целью его опрокинуть. Красочное описание такого состязания оставил писатель Майн Рид в третьей главе романа «Белый вождь» (1855), где о финале схватки писал: «Внезапно лошадь рванулась вперёд с удвоенной быстротой и в несколько скачков поравнялась с быком. Все видели, как всадник ухватился за длинный вытянутый бычий хвост, низко пригнулся, тотчас же резко выпрямился — и огромный рогатый зверь опрокинулся наземь. Всадник проделал всё это с такой легкостью, словно одолел не быка, а обыкновенную кошку. Зрители разразились громкими криками „viva“».